# 幸田雛子
幸田 雛子（こうだ ひなこ、2006年3月24日 - ）は、日本の元女優。ディケイドに所属していた。東京都出身。
子役時代は、セントラル子供タレントに所属していた。
2025年3月にゴー!ゴー!キッチン戦隊クックルンクミン役で活動が一時復活した。

## 出演

### 子供番組
- デコボコーン!（2012年、関西テレビ）「弟子にしてください!」コーナー
- よゐこのKIDSぱらだいす!（2012年4月 - 2013年3月、キッズステーション）[4]
- すすめ!キッチン戦隊クックルン（2013年4月1日 - 2015年3月27日、NHK Eテレ）クミン 役
- ゴー!ゴー!キッチン戦隊クックルン（2016年3月・2025年3月、NHK Eテレ）クミン 役（声）

### テレビドラマ
- TOKYOエアポート〜東京空港管制保安部〜（2012年10月14日 - 12月23日、フジテレビ）[5]
- 連続テレビ小説 半分、青い。（2018年4月2日 - 9月29日、NHK総合） - 西園寺麗子（幼少期） 役

### ミュージックビデオ
- 槇原敬之『四つ葉のクローバー』

### CM
- 東京メトロ 「メトロは、すすむ。すすめる。」ホームドア編（2012年）
- 協和 ふわりぃランドセル（2012年 - 2013年）
- NTT西日本 「スマート光チャレンジ」フットサル篇（2016年）

### 番組
- PON!内のアニメママモコモてれび（2012年4月2日 - 2016年3月31日、日本テレビ）ココモちゃん 役